# Ilex dunniana
Ilex dunniana là một loài thực vật có hoa trong họ Aquifoliaceae. Loài này được H. Lév. mô tả khoa học đầu tiên năm 1911.